# Brantôme en Périgord
Brantôme en Périgord – gmina we Francji, w regionie Nowa Akwitania, w departamencie Dordogne. W 2013 roku populacja wyżej wymienionych gmin wynosiła 2281 mieszkańców. 
Została utworzona 1 stycznia 2016 roku z połączenia dwóch wcześniejszych gmin: Brantôme oraz Saint-Julien-de-Bourdeilles. Siedzibą gminy została miejscowość Brantôme. 
Dnia 1 stycznia 2019 roku nastąpiły kolejne zmiany administracyjne. Ówczesne gminy – Cantillac, Eyvirat, La Gonterie-Boulouneix, Saint-Crépin-de-Richemont, Sencenac-Puy-de-Fourches oraz Valeuil – zostały włączone do gminy Brantôme en Périgord. Siedzibą gminy pozostała miejscowość Brantôme. 